# Natație la Jocurile Olimpice de vară din 2024 - 400 m liber (feminin)
Proba de înot 400 de metri liber feminin de la Jocurile Olimpice de vară din 2024 a avut loc pe 27 iulie 2024 la Paris Aquatics Centre.

## Recorduri
Înaintea acestei competiții, recordurile mondiale și olimpice erau următoarele:
| Record  | Atletă               | Timp    | Loc                      | Data          |
| ------- | -------------------- | ------- | ------------------------ | ------------- |
| Mondial | Ariarne Titmus (AUS) | 3:55,38 | Fukuoka, Japonia         | 23 iulie 2023 |
| Olimpic | Katie Ledecky (SUA)  | 3:56,46 | Rio de Janeiro, Brazilia | 7 august 2016 |

## Program
Orele sunt ora Franței (UTC+1) 
| Data                   | Timp  | Etapă      |
| ---------------------- | ----- | ---------- |
| Sâmbătă, 27 iulie 2024 | 10:00 | Calificări |
| Sâmbătă, 27 iulie 2024 | 17:30 | Finala     |

## Rezultate

### Calificări
Înotătoarele cu cei mai buni 8 timpi s-au calificat în finală, indiferent de cursa de calificare în care participă. 
| Loc | Cursă | Culoar | Sportivă                 | Țară                       | Timp    | Note |
| --- | ----- | ------ | ------------------------ | -------------------------- | ------- | ---- |
| 1   | 3     | 5      | Katie Ledecky            | Statele Unite ale Americii | 4:02,19 | C    |
| 2   | 3     | 4      | Ariarne Titmus           | Australia                  | 4:02,46 | C    |
| 3   | 2     | 5      | Erika Fairweather        | Noua Zeelandă              | 4:02,55 | C    |
| 4   | 2     | 4      | Summer McIntosh          | Canada                     | 4:02,65 | C    |
| 5   | 2     | 2      | Jamie Perkins            | Australia                  | 4:03,30 | C    |
| 6   | 2     | 3      | Paige Madden             | Statele Unite ale Americii | 4:03,34 | C    |
| 7   | 2     | 6      | Maria Fernanda Costa     | Brazilia                   | 4:03,47 | C    |
| 8   | 3     | 6      | Isabel Marie Gose        | Germania                   | 4:03,83 | C    |
| 9   | 3     | 3      | Li Bingjie               | China                      | 4:03,96 |      |
| 10  | 3     | 7      | Liu Yaxin                | China                      | 4:04,39 |      |
| 11  | 3     | 1      | Waka Kobori              | Japonia                    | 4:08,02 |      |
| 12  | 2     | 1      | Valentine Dumont         | Belgia                     | 4:08,25 |      |
| 13  | 3     | 8      | Ajna Késely              | Ungaria                    | 4:08,90 |      |
| 14  | 1     | 4      | Leonie Märtens           | Germania                   | 4:09,62 |      |
| 15  | 2     | 8      | Anastasiya Kirpichnikova | Franța                     | 4:10,32 |      |
| 16  | 3     | 2      | Gabrielle Roncatto       | Brazilia                   | 4:10,46 |      |
| 17  | 2     | 7      | Eve Thomas               | Noua Zeelandă              | 4:11,86 |      |
| 18  | 1     | 5      | Agostina Hein            | Argentina                  | 4:14,24 |      |
| 19  | 1     | 6      | Anastasiya Zelinskaya    | Uzbekistan                 | 4:31,71 |      |
| 20  | 1     | 2      | Natalia Jean Kuipers     | Insulele Virgine Americane | 4:33,46 |      |
| 21  | 1     | 3      | Karin Belbeisi           | Iordania                   | 4:37,30 |      |

### Finala
Rezultate finală.
| Loc | Culoar | Înotătoare           | Țară                       | Timp    | Note |
| --- | ------ | -------------------- | -------------------------- | ------- | ---- |
| 1   | 5      | Ariarne Titmus       | Australia                  | 3:57,49 |      |
| 2   | 6      | Summer McIntosh      | Canada                     | 3:58,37 |      |
| 3   | 4      | Katie Ledecky        | Statele Unite ale Americii | 4:00,86 |      |
| 4   | 3      | Erika Fairweather    | Noua Zeelandă              | 4:01,12 |      |
| 5   | 8      | Isabel Marie Gose    | Germania                   | 4:02,14 | RN   |
| 6   | 7      | Paige Madden         | Statele Unite ale Americii | 4:02,26 |      |
| 7   | 1      | Maria Fernanda Costa | Brazilia                   | 4:03,53 |      |
| 8   | 2      | Jamie Perkins        | Australia                  | 4:04,96 |      |